# 赖齐
赖齐，是匈牙利佐洛州所辖的一个村，总面积29.78平方公里，总人口1192，人口密度40.0人/平方公里（2010年1月1日）。